# TBL-37信號槍
TBL-37是一款由位於美國康乃狄克州的槍械製造商貝茨&迪圖斯公司所設計及生產的肩射型上擺式信號榴彈發射器，發射37毫米信號彈。

## 概述
TBL-37信號彈發射器有兩種配置。第一種配置為手槍型，具有6英吋（152.4毫米）槍管，主要用途是發出緊急信號。第二種配置為長管型，具有12英吋（152.4毫米）或16英吋（406.4毫米）槍管，長槍管的版本通常可被執法機關和平民愛好者所使用。槍管頂部具有一條全槍管長度的MIL-STD-1913戰術導軌，可用以裝上各種適用於導軌的瞄準和照明附件。
這種武器的近期用途是作為對非洲海岸附近的海盗的「對峙」用非致命性設備。民用用途包括美國7月4日慶典、機場跑道安全（藉由噪音嚇跑雀鳥）和捕鯨抗議活動。
相比起40毫米發射器，TBL-37系統的一個主要優點是它在美國政府的任何級別之中都毋需許可證（因此連手續及相關費用都可省了）。這使得警察和急救員都可以比較容易購入它。
該發射器能夠給民間使用的典型彈藥包括：
- 信號彈
- 煙霧彈
- 噪音效果彈（具有少量引爆炸藥）

為了避免TBL-37被美國菸酒槍炮及爆裂物管理局的法規歸類為毀滅性武器（Destructive Devices，為第三類槍械），口徑為37毫米的發射器不得有殺傷人員的威力。要具備殺傷人員威力就必須得到印花稅票，並接受美國菸酒槍炮及爆裂物管理局的背景調查。此外，地方和國家的法律可能會妨礙所有權的獲得。美國菸酒槍炮及爆裂物管理局的規則的具體措辭是：
菸酒槍炮及爆裂物法規第95-3條：“根據《槍械管制法》（《美国法典》第44章，第18條），以及《全國槍械法》（《美國法典》第53章，第26條），內含木製顆粒或圓球、橡膠顆粒或圓球，或是豆袋彈的37／38毫米氣／信號槍均為毀滅性武器。”

受限制的彈藥類型包括裝有彈殼的橡膠顆粒彈或警棍彈。一項法規是，這些可以通過各種產品經銷商購入的彈藥，都不能夠向平民出售。

## 資料來源
1. ↑  . seabird-marine.com. 2010  [5 May 2014].[永久]
2. ↑  Jack Coraggio. . Litchfield County Times. 15 July 2010  [5 May 2014]. （原始内容存档于2016-03-04）.

## 外部連結
- （英文）—37mm Launchers（页面存档备份，存于）
- （英文）—Bates & Dittus LLC—TBL-37（页面存档备份，存于）
- （英文）—The Ordnance Group LLC—TBL-37